# Jean-Luc Ruelle
 (septembre 2023).
 (avril 2024).
Il peut être nécessaire de l'améliorer pour respecter le principe de neutralité de point de vue. Veuillez consulter la page de discussion pour plus de détails.

Jean-Luc Ruelle, né le 1er avril 1952, est un expert-comptable et homme politique français.
Il est sénateur représentant les Français établis hors de France depuis 2023, élu sur la liste de l'Alliance solidaire des Français de l'étranger. Il est également conseiller à l'Assemblée des Français de l'étranger depuis 2014.

## Biographie

### Formation
Jean-Luc Ruelle est titulaire d'un Master de Droit des Affaires de l'université Paris-Panthéon-Assas, de Sciences Po (Paris) en 1973 et d'HEC Paris en 1975.
Expert comptable diplômé en 1983, il est inscrit à la fois au Tableau du Conseil Supérieur de l’Ordre des Experts Comptables de France et au Tableau de l'Ordre des Experts Comptables de Côte d'Ivoire.
Il est franco-ivoirien, marié et père de 4 enfants.
Il est promu Officier de l'Ordre National de Côte d'Ivoire.

### Carrière professionnelle
Depuis près de 35 ans, il exerce en Europe et en Afrique des missions d'audit, de commissariat aux comptes, de conseil ou encore d'assistance juridique et fiscale.
Il exerce depuis 2002, la fonction de Senior Partner et de Président Directeur Général du réseau KPMG en Afrique francophone subsaharienne. Il est également chargé des activités Tax & Legal[Quoi ?] de la région.
Il est également Conseiller du Commerce Extérieur de la France depuis 2008.

### Parcours politique
En 2014, il est élu Conseiller consulaire des Français de Côte d'Ivoire.
Il se représente aux élections consulaires françaises de 2021, cette fois-ci avec le soutien de l'Alliance solidaire des Français de l'étranger. Il est réélu Conseiller des Français de l'Etranger.
Il est élu conseiller à l'Assemblée des Français de l'étranger en 2021, où il siège au sein du Groupe Solidaires et Indépendants. Il prend la présidence de la Commission du Développement Durable et du Commerce Extérieur de celle-ci, fonction qu'il quitte en 2024 à la suite de son élection en tant que sénateur.
Aux élections sénatoriales de 2023 représentant les Français établis hors de France, Évelyne Renaud-Garabedian est réélue sénateur et sa liste obtient deux sièges. Jean-Luc ruelle étant deuxième sur sa liste, il est élu sénateur.

## Distinctions
- Officier de l'ordre national de Côte d'Ivoire[6]